# لاورینو
لاورینو (به ایتالیایی: Laurino) یک کومونه در ایتالیا است که در استان سالرنو واقع شده‌است.

## خصوصیات
لاورینو ۶۹ کیلومترمربع مساحت و ۱٬۷۵۸ نفر جمعیت دارد و ۵۳۱ متر بالاتر از سطح دریا واقع شده‌است.

## نگارخانه

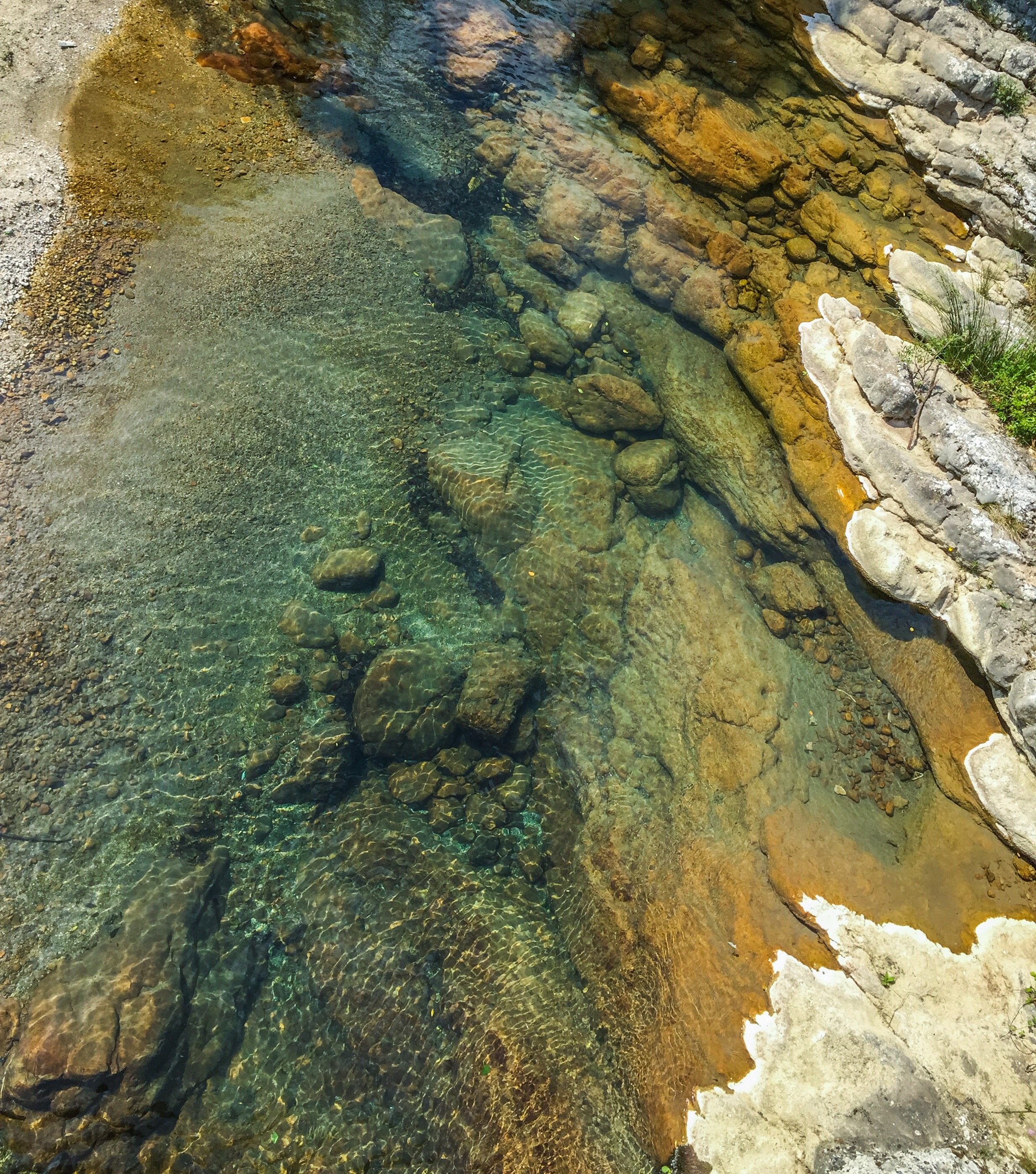
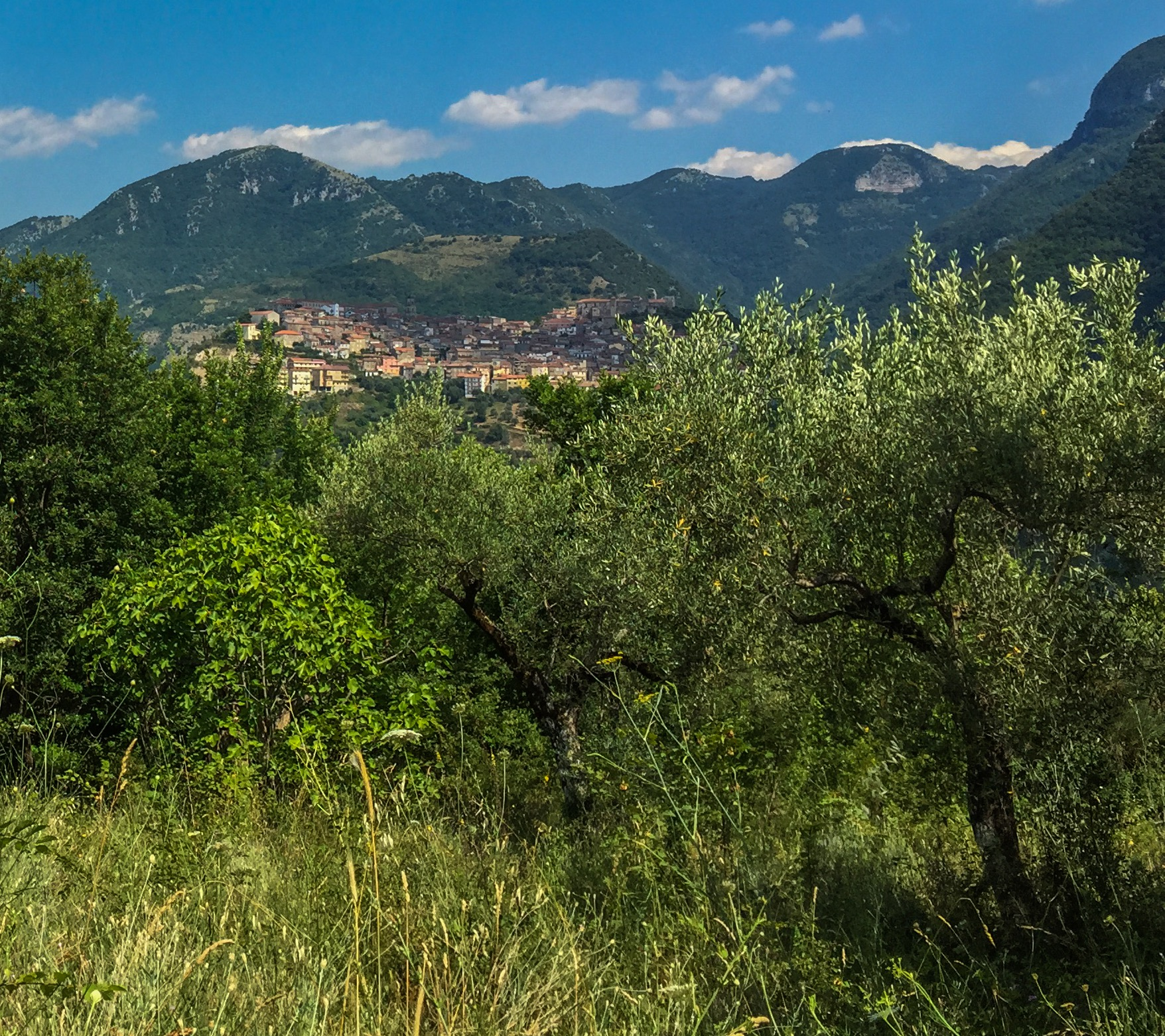
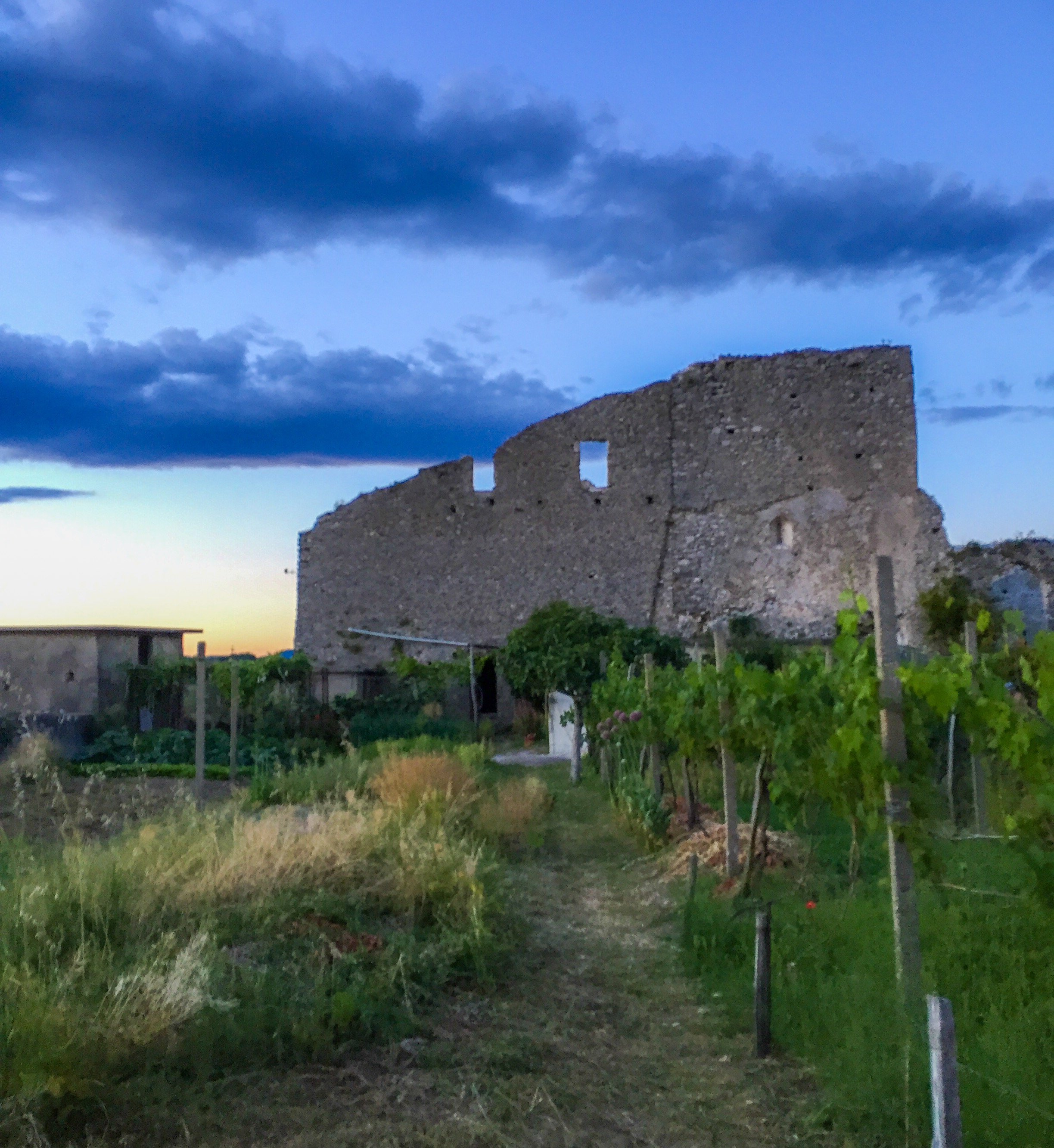
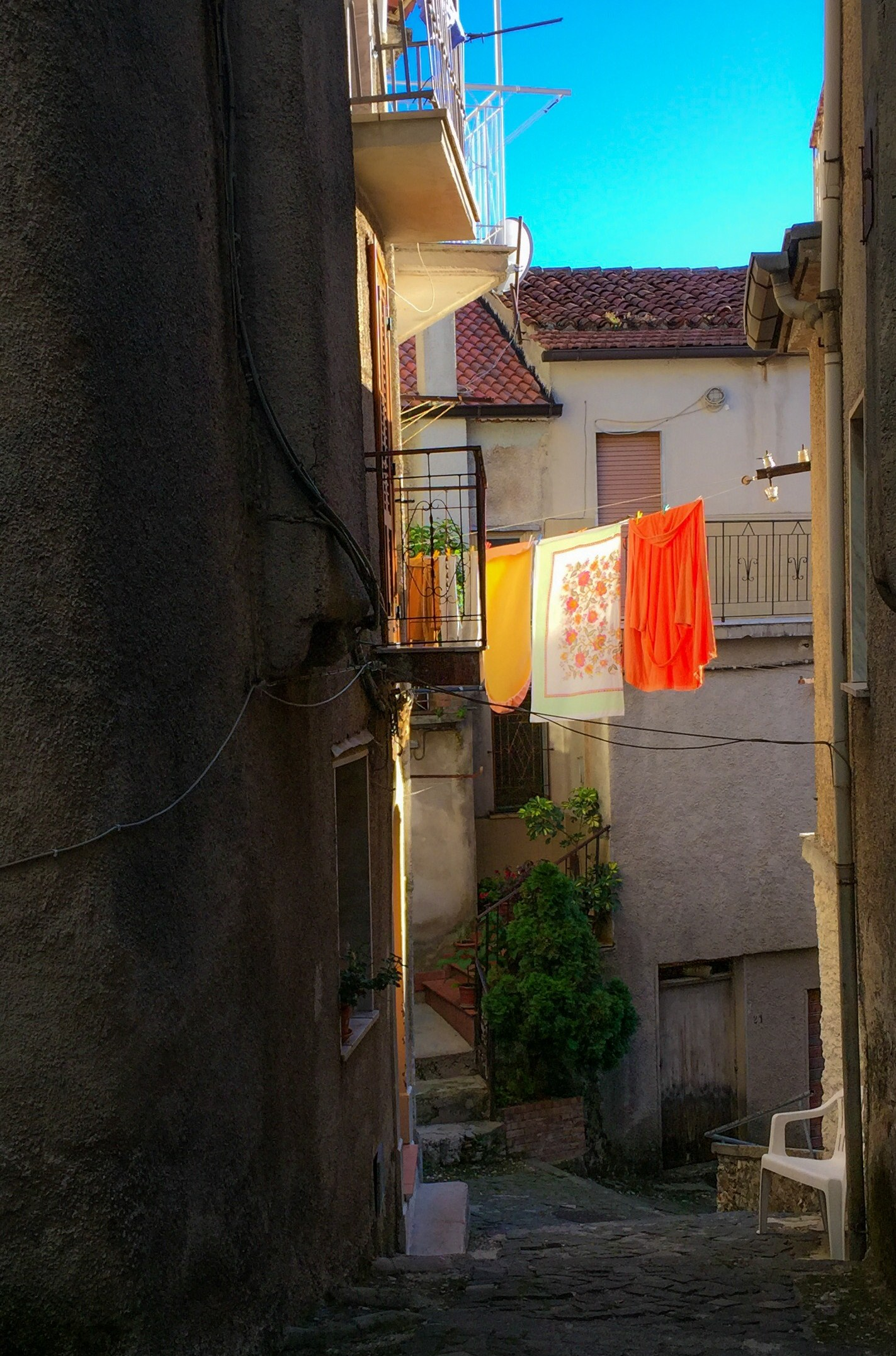
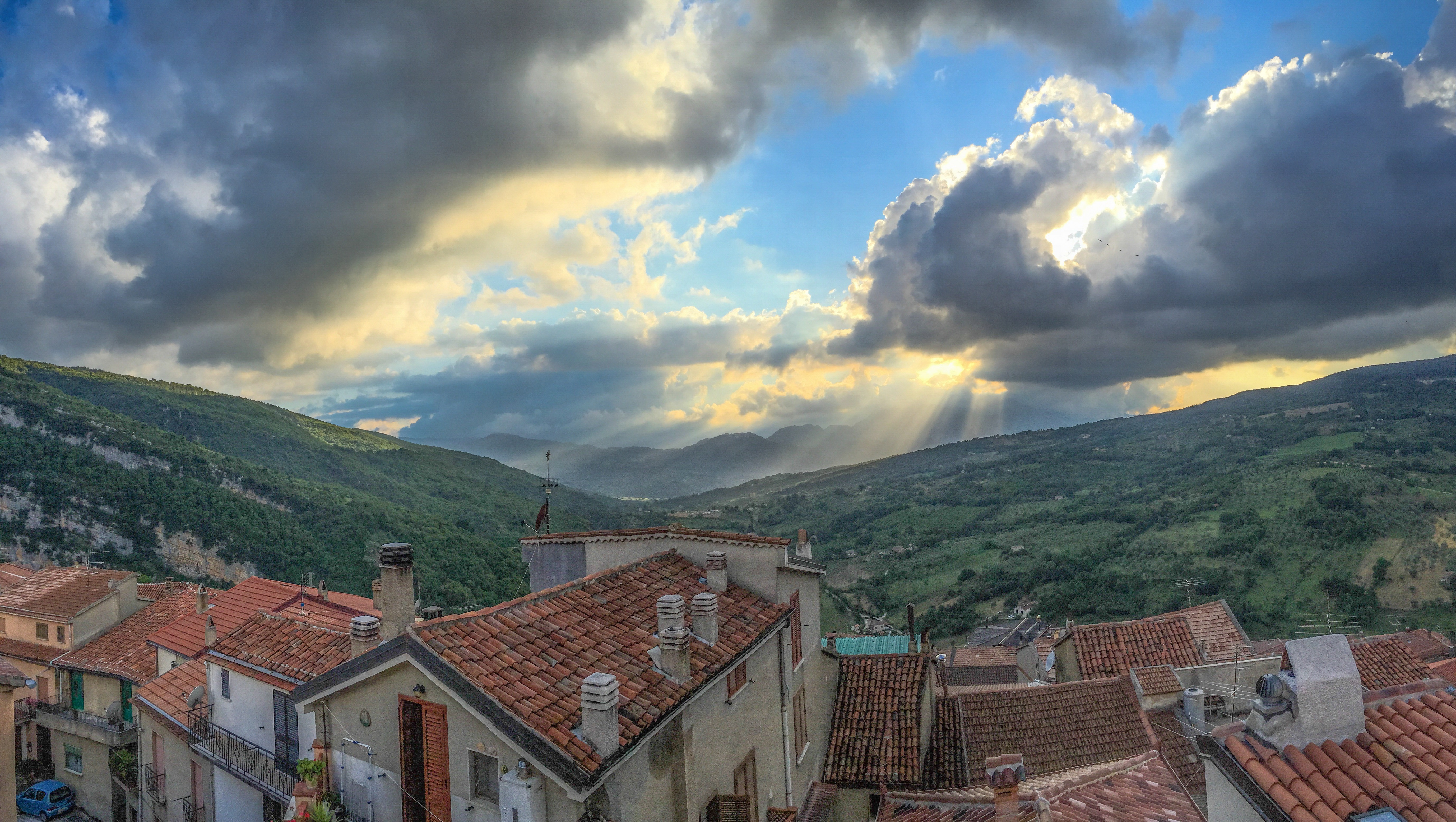
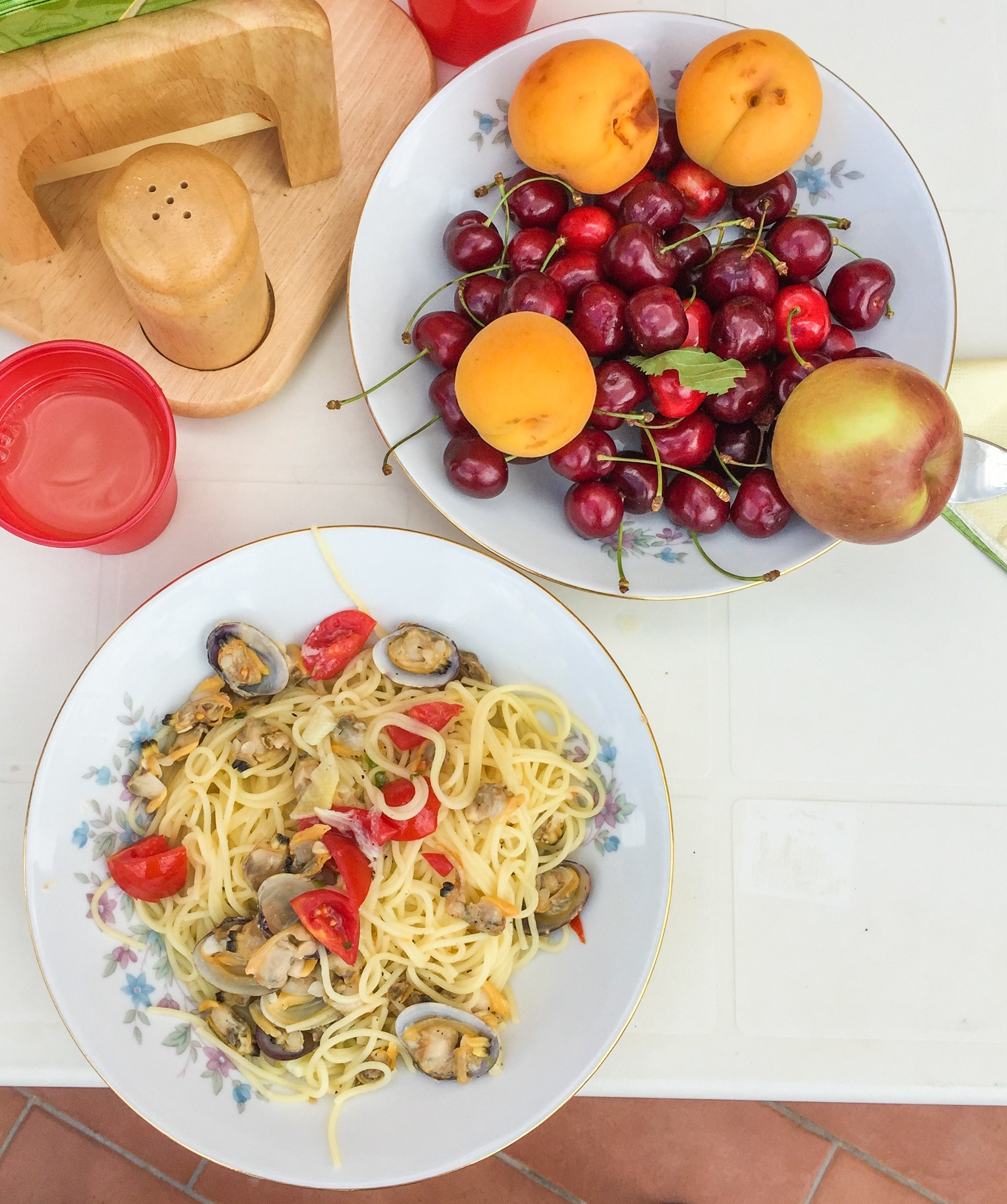